# Lost Ollie
Lost Ollie és una sèrie de televisió animada per ordinador i d'⁣imatge real estatunidenca creada per Shannon Tindle. La sèrie està basada en el llibre infantil L'odissea de l'Ollie de William Joyce del 2016 i es va estrenar a Netflix el 24 d'agost de 2022, amb doblatge en català. D'aquesta manera, es va convertir en la segona sèrie original de la plataforma doblada en aquesta llengua després de Germans Robots Supergegants. El doblatge va ser produït per SDI Media i dirigit per Marta Ullod a partir de la traducció d'Ada Arbós. Compta amb les veus de Luis Posada (Ollie), Sergi Trifol (Billy), Juan Antonio Bernal (Zozo), Mercè Montalà (Rosy) la mateixa Ullod (Sharon), Manel Gimeno (James) i Maria Josep Guasch (Flossie), entre d'altres.

## Premissa
Lost Ollie segueix una joguina abandonada mentre busca pel camp el nen que va perdre molt més que un millor amic.

## Repartiment
Veus originals en anglès:
- Jonathan Groff com a Ollie
- Mary J. Blige com a Rosy
- Tim Blake Nelson com a Zozo
- Gina Rodríguez com la mare
- Jake Johnson com el pare
- Kesler Talbot com a Billy

## Llista d'episodis
| Núm. | Títol           | Direcció     | Guió                          | Data d'estrena original |
| ---- | --------------- | ------------ | ----------------------------- | ----------------------- |
| 1    | «Ollie Is Lost» | Peter Ramsey | Teleplay: Shannon Tindle      | 24 d'agost de 2022      |
| 2    | «The Quest»     | Peter Ramsey | Joanna Calo                   | 24 d'agost de 2022      |
| 3    | «Bali Hai»      | Peter Ramsey | Marc Haimes                   | 24 d'agost de 2022      |
| 4    | «Home»          | Peter Ramsey | Shannon Tindle & Kate Gersten | 24 d'agost de 2022      |

## Producció
El 6 d'octubre de 2020, el director de Netflix, Teddy Biaselli, va revelar que la plataforma havia adquirit el projecte de Lost Ollie i que la sèrie havia estat en producció des del 2016. El 9 de març de 2021, es va elegir Jonathan Groff per al paper principal, juntament amb les veus de Mary J. Blige, Tim Blake Nelson, Gina Rodriguez, Jake Johnson i Kesler Talbot. La producció va començar a Vancouver.
El rodatge principal de la sèrie va començar l'1 de febrer de 2021, i es va dur a terme dins i fora del College Park Elementary de Port Moody del 9 de febrer a l'11 de febrer. Segons Production Weekly, el rodatge va concloure el març de 2021.